# Escut d'Ulldemolins
L'escut d'Ulldemolins és un símbol oficial d'aquest municipi del Priorat i es descriu mitjançant el llenguatge tècnic de l'heràldica amb el següent blasonament:
«Escut caironat: d'or, una mola de molí de sinople carregada d'un ull d'argent amb l'iris de sable; el cap de sable. Per timbre, una corona mural de poble.»

## Disseny
La composició de l'escut està formada sobre un fons en forma de quadrat recolzat sobre un dels seus vèrtexs, anomenat escut caironat, segons la configuració difosa a Catalunya i d'altres indrets de l'antiga Corona d'Aragó i adoptada per l'administració a les seves especificacions per al disseny oficial dels municipis dels ens locals. És de color groc (or), amb una representació simbòlica d'una mola, omplint el màxim d'espai possible i sense tocar les vores de l'escut, de color verd (sinople). Dins de la mola i sense sortir (carregada) hi ha dibuixat un ull de color blanc o gris clar (argent) amb la part de l'iris de color negre (sable). La part superior de l'escut (el cap) té una alçada igual a un terç de l'ample, i també és de color negre (sable).
L'escut està acompanyat a la part superior d'un timbre en forma de corona mural, que és l'adoptada pel Departament de Governació d'Administracions Locals de la Generalitat de Catalunya per timbrar genèricament els escuts dels municipis. En aquest cas, es tracta d'una corona mural de poble, que bàsicament és un llenç de muralla groc (or) amb portes i finestres de color negre (tancat de sable), amb quatre torres merletades, de les quals se'n veuen tres.

## Història

Escut d'armes de la casa dels Entença

L'escut va ser aprovat el 12 de juliol de 1988 i publicat al DOGC número 1.024 amb data 29 de juliol del mateix any.
La mola, o roda de molí, amb l'ull a dins al lloc de la nadilla és el senyal parlant tradicional, al·lusiu al nom del poble emprats almenys des del segle xvi. Els esmalts, camper d'or amb el cap de sable, provenen de les armes dels Entença, a la baronia dels quals pertanyia Ulldemolins.